# 船底座V386
船底座V386，又名CP-56 1232，HD 54118、SAO 234902、HR 2683，是船底座的一颗恒星，视星等为5.17，位于銀經267.11，銀緯-20.73，其B1900.0坐标为赤經7h 2m 26.4s，赤緯-56° -20.73′ 52″。